# 아마에손 밥 돈
아마에손 밥 돈(웨일스어: Amaethon fab Dôn [aˈmɛɨ̞θɔn ˈvaːb ˈdoːn])은 웨일스 신화의 등장인물로, 돈의 아들이다. "아마에손"이라는 이름은 "일꾼" 또는 "쟁기꾼"이라는 뜻이다. 그래서 원래는 고대 켈트족의 농업의 신격이었을 것으로 추측된다.
아마에손이 등장하는 이야기로는 「쿨후흐와 올루엔」이 있다. 이야기의 주인공 쿨후흐는 악당 어스바다덴 벤카우르의 딸 올루엔과 결혼하는 조건으로 몇 가지 불가능한 임무를 수행해야 했는데, 그 중 하나가 아마에손만이 갈 수 있는 밭을 가는 것이었다.
『탈리에신의 서』에 실린 시 「나무들의 전투」는 해석하기 매우 난해한 작품인데, 여러 설들 중 하나에 따르면 이 시는 아눈과 귀네드 사이의 전쟁을 다룬 것이다. 그 전쟁의 발단이 아마에손이 아눈의 왕 아라운에게서 개와 댕기물떼새와 노루를 훔쳐왔기 때문이다. 구이디온 밥 돈이 마술을 부려 나무들을 전사로 변신시켜 병력으로 활용하는 활약을 하면서 귀네드인들이 승리한다.
18세기 사람 이올로 모르가눅이 쓴 삼제시에서는 아마에손이 남동생 구이디온에게 마술을 가르쳤다고 한다. 하지만 이것은 근대에 쓰여진 것이기 때문에 진짜 중세 삼제시와 달리 신화 정본으로 인정받지 않는다.